# Manuel Joaquim Dias
Manuel Joaquim Dias (Horta, 21 de dezembro de 1852 — Horta, 21 de janeiro de 1930) jornalista, poeta e escritor, foi uma das figuras mais relevantes do panorama intelectal do seu tempo na ilha do Faial.

## Biografia
Nascido na cidade da Horta, a falta de recursos da família não lhe permitiu frequentar o liceu pelo que, logo que feito exame da 4.ª classe, foi aprender o ofício de barbeiro. Contudo, tal não impediu que adquirisse uma vasta cultura literária. Como autodidata estudou as línguas inglesa e francesa, o que lhe permitiui aceder aos clássicos das respetivas literaturas. Leu assiduamente os melhores clássicos portugueses, entre os quais Luís de Camões, Filinto Elísio, Manuel Maria du Bocage e Nicolau Tolentino de Almeida, e conhecia as obras Victor Hugo, Alphonse de Lamartine, Pierre-Joseph Proudhon e Herbert Spencer. Estas leituras permitiram-lhe adquirir uma bagagem de conhecimentos verdadeiramente excepcional, sobretudo no campo da Filosofia.
Os seus conhecimentos literários permitiram que obtivesse um emprego como amanuense na Administração do Concelho da Horta, instituição de que veio a ser secretário por nomeação, e, depois, presidente da Comissão Administrativa daquele Concelho. Membro da Maçonaria, integrou a Loja Luz e Caridade então ativa na Horta. Paralelamente dedicou-se ao jornalismo, sendo redactor de vários semanários, entre os quais O Açoriano, periódico que fora fundado em 1883 por Garcia Monteiro. Colaborou em muitos joutros periódicos açorianos e de Lisboa.
Cedo de se revelou um poeta romântico, evoluindo para um parnasianismo prosaico, marcado por preocupações sociais. Na sua obra frequentemente manifesta pendor para a interpretação filosófica e as divagações científicas. A sua obra intitulada Apoteose Humana é a sua melhor prestação, com estrofes modulares, tanto sob o ponto de vista conceptual como formal. Inspiranda nas epopeias cíclicas então em voga e crente no positivismo científico, glorifica homem triunfando das forças cegas de um destino cego, liberto, enfim, «evolutivamente, do grosseiro determinismo primitivo».
As suas preocupações sociais, nalguns casos marcadas por uma incipiente influência do proudhonismo, estão patentes nos seus artigos e ensaios filosófico-sociológicos, nos quais também há referências às doutrinas de Karl Marx.
Também se dedicou à tradução, tendo traduzido o poeta e ensaísta americano Walt Whitman. A sua obra poética está parcialmente recolhida em monografias, mas a sua prosa permanece dispersa por múltiplos periódicos. Manuel Joaquim Dias é lembrado na toponímia da cidade da Horta, cidade onde existe a «Rua Manuel Joaquim Dias».

## Obras
Para além de volumosa colaboração deixada dispersa em publicações periódicas, é autor das seguintes obras:
- Margarida. Horta, Typ. Minerva, 1881;
- Apoteose Humana. Lisboa, Antiga Casa Bertrand, 1907;
- A controversia da Atlantida. Horta, Tipografia de O Telégrafo, 1912;
- «Metamorfose» in Os Açores,  n.º 4 (1922), p. 17. Ponta Delgada, Of. Artes Gráficas, 1922;
- Telas da vida. Horta, Tip. de O Telégrafo, 1928;
- Ao cair das Sombras. Horta, Tip. de O Telégrafo, 1928.